# Tahaa

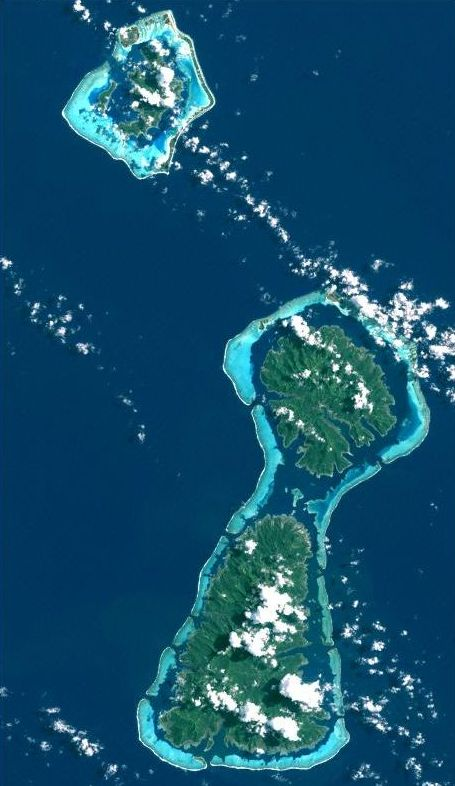
Imatge satèl·lit de Bora Bora, Tahaa i Raiatea. Tahaa és l'illa situada al centre, compartint escull amb Raiatea, al sud

Tahaa (en tahitià Taha’a) és una de les illes de Sotavent de l'arxipèlag de les illes de la Societat, a la Polinèsia Francesa. Està situada a 5 km a l'oest de Raiatea. També és una comuna de la Polinèsia Francesa.

## Geografia
Tahaa, més petita que Raiatea, es troba encerclada per la mateixa corona d'esculls, compartint la mateixa llacuna. La superfície total és de 88 km², i l'altitud màxima és de 590 m al mont Ohiri. Comprèn les viles de:
- Iripau (1.131 habitants, capital : Patio),
- Hipu (420 habitants),
- Faaaha (452 habitants),
- Haamene (927 habitants),
- Vaitoare (402 habitants),
- Niua (513 habitants, capital : Poutoru),
- Ruutia (518 habitants, capital : Tiva)
- Tapuamu (640 habitants).

## Economia
L'illa produeix el 80% de tota la vainilla de la Polinèsia Francesa. Es cultiva la varietat de vainilla tahitensis, creada a les illes pel creuament de la vainilla fragans i vainilla pompona, resultant una varietat molt apreciada pel seu perfum i la riquesa d'oli. Degut a la riquesa que ha proporcionat, es diu que la vainilla és la perla negra de Tahaa. Avui l'illa es coneix amb el malnom de «l'illa vainilla».

## Administració
| Període | Identitat   | Partit |
| ------- | ----------- | ------ |
| 2008-   | Emma Maraea |        |

## Història
Antigament Tahaa s'anomenava Uporu, en record de l'illa Upolu a les Samoa. Degut a la proximitat amb Raiatea, n'ha sigut fortament dependent. Però durant els segles xviii i xix va ser un lloc estratègic en el conflicte de rivalitats entre Raiatea i Bora Bora.